# Дюрбе Диляры-бикеч
Дюрбе Диляры-бикеч (крымскотат. Dilâra bikeç dürbesi) («бикеч» указывает на высокое положение, крымскотат. bikeç — устар. невеста) — усыпальница XVIII ст. у Южных ворот бахчисарайского Ханского дворца. По легенде в дюрбе покоится любовь крымского хана Кырым Герая и распорядительница двора Диляра Бикеч. Личность Диляры-Бикеч до сих пор остается малоисследованой. Существует легенда, что перед смертью она просила её похоронить в таком месте Бахчисарая, откуда было бы видно Ешиль-Джами. На противоположном склоне горы возле её мавзолея хан создал известный Фонтан слёз.

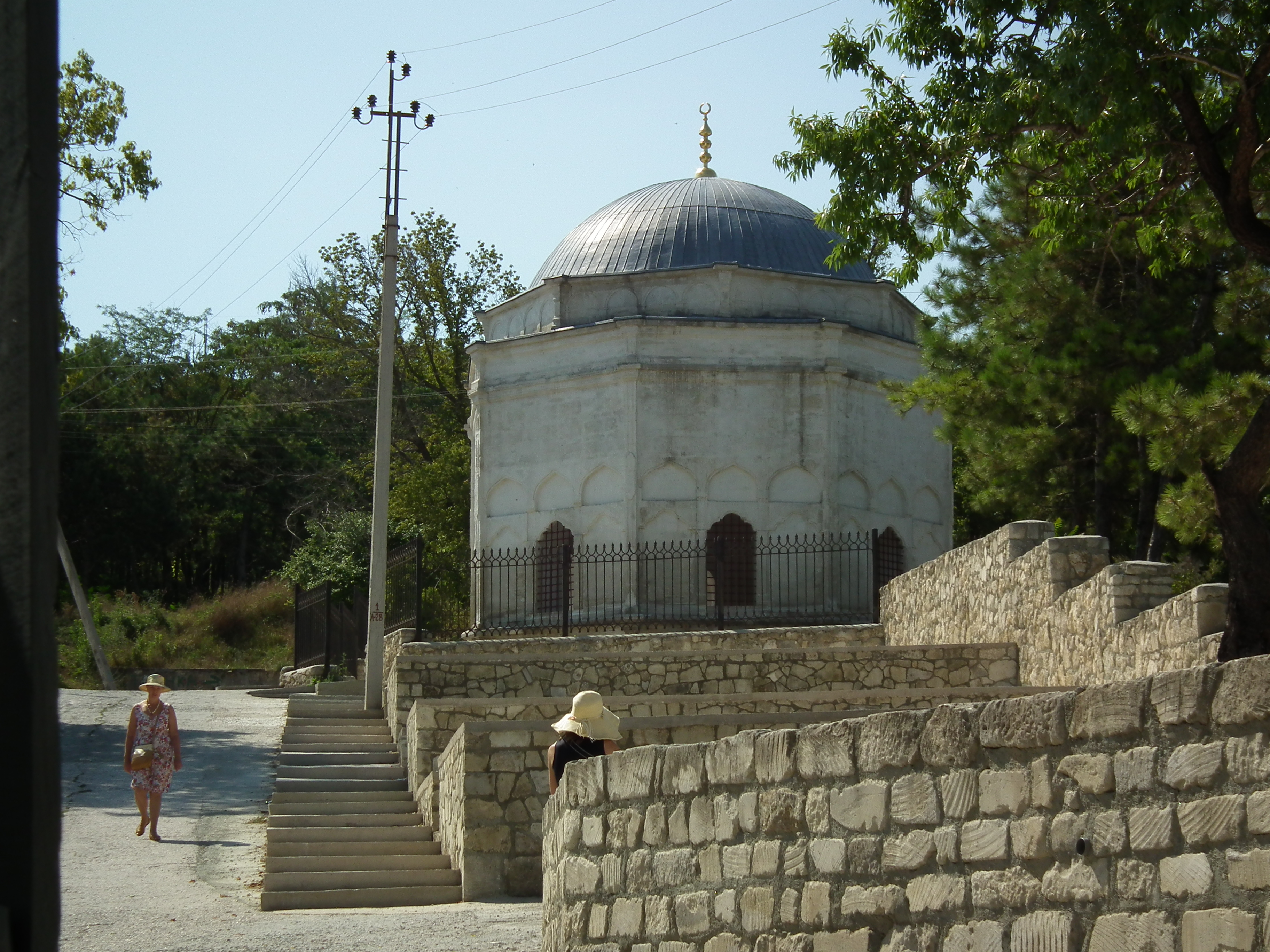
Современное состояние

Восьмигранное здание было построено в 1764 году в дальнем углу садовых террас. Покрыто полусферическим куполом с полумесяцем. По стенам идут два ряда арочных проёмов. Над входом в мавзолей ранее была установлена плита с надписью «Молитва за упокой души усопшей Диляры-бикеч». «Фонтан слёз» первоначально был установлен при дюрбе, а затем в 1783 году был перенесён в фонтанный дворик.
После реставрации 2007 года купол дюрбе, как в первоначальной конструкции, покрыт свинцом.
Первые известные упоминания о нем в литературе оставлены путешественниками-иностранцами сразу же после присоединения Крымского ханства: англичанка Крейвен писала о мавзолее в 1786 году «Путешествие через Крым в Константинополь», немец на русской службе Паллас – в 1793 году «Bemerkungen auf einer Reise in die südlichen Statthalterschaften des Rußischen Reichs in den Jahren 1793 und 1794». 
Федерик Дюбуа де Монпере писал в труде «Путешествие вокруг Кавказа, к черкесам и абхазам, в Грузию, Армению и в Крым»:

"В Бахчисарае все в один голос уверяют путешественников, что здесь покоится Мария Потоцкая; Пушкин, начиная свою прекрасную поэму с фонтана слез, посвященную Марии, завершает ее этой гробницей. Однако в этом традиции нет ничего достоверного. Эта замечательная гробница служила местом успокоения любимой жены Крым-Гирея, грузинки по имени Диляра-Бикеч, скончавшейся в 1764 году. Всем интересно, что она, христианка, была любимой женой Крым-Гирея...".